# (2912) Лапальма
(2912) Лапальма (исп. Lapalma) — астероид из группы главного пояса, который был открыт 18 февраля 1942 года финским астрономом Лийси Отерма в обсерватории Турку и назван в честь испанского острова Ла-Пальма, на котором находится обсерватория Роке-де-лос-Мучачос. 

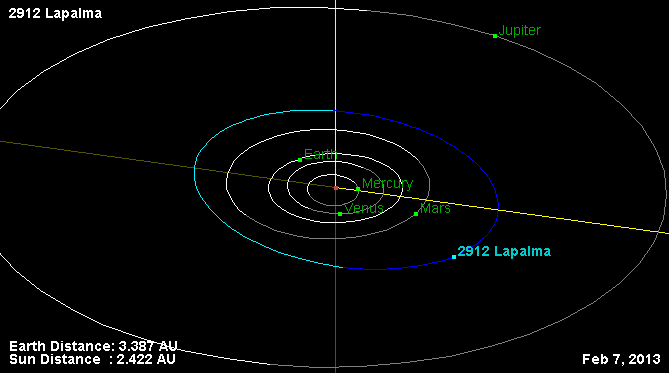
Орбита астероида Лапальма и его положение в Солнечной системе